# Kim Seon-yeong
Kim Seon-yeong (koreanisch 김선영; * 18. Mai 1993 in Uiseong) ist eine südkoreanische Curlerin. Sie spielt in der koreanischen Nationalmannschaft auf der Position des Second unter Skip Kim Eun-jung. 

## Karriere
Kim begann ihrer internationale Karriere bei der Juniorenpazifikmeisterschaft 2010, bei der sie als Second im koreanischen Juniorenteam um Skip Kim Eun-jung die Silbermedaille gewann. Es folgten zwei weitere Silbermedaillen 2011 und 2012 und eine Bronzemedaille 2013, als sie als Third für Skip Kim Kyeong-ae spielte. Diese Position hatte sie auch bei der Junioren-Pazifik-Asienmeisterschaft 2014 inne. Sie gewann mit ihrer Mannschaft alle Spiele und damit die Goldmedaille. Kim spielte daraufhin bei der Juniorenweltmeisterschaft 2014 als Third der koreanischen Juniorinnen. Ihr Team zog in die Play-offs ein und gewann im Halbfinale gegen die Schwedinnen um Isabella Wranå. Im Finale traf sie auf die kanadische Mannschaft um Kelsey Rocque und musste sich mit einem 4:6 geschlagen geben.
2012 spielte sie zum ersten Mal bei der Pazifik-Asienmeisterschaft. Als Second im Team von Kim Eun-jung gewann sie die Bronzemedaille. 2014 errang sie die Silbermedaille. Die erste Goldmedaille bei diesem Wettbewerb gewann sie 2016. Diesen Erfolg konnte sie bei der Pazifik-Asienmeisterschaft 2017 wiederholen. Bei allen bisherigen Teilnahmen spielte sie als Second unter Kim Eun-jung.
Durch den Sieg bei der Pazifik-Asienmeisterschaft 2016 konnte sie mit der koreanischen Mannschaft an der Weltmeisterschaft 2017 teilnehmen und dort den sechsten Platz erringen. 
Kim vertrat mit ihren Teamkolleginnen (Skip: Kim Eun-jung, Third: Kim Kyeong-ae, Lead: Kim Yeong-mi, Ersatz: Kim Cho-hi) Südkorea beim Curling-Wettbewerb der Frauen den Olympischen Winterspielen 2018 im eigenen Land. Nach acht Siegen und einer Niederlage schloss sie mit ihrer Mannschaft die Round Robin auf Platz 1 ab und traf im Halbfinale auf Japan mit Skip Satsuki Fujisawa. Nach einem 8:7-Sieg zogen sie in das Finale gegen Schweden mit Skip Anna Hasselborg ein. Das Spiel ging mit 3:8 verloren und die Koreanerinnen gewannen die Silbermedaille. Bei der Weltmeisterschaft 2018 kam sie mit dem koreanischen Team in die Playoffs, verlor aber das Qualifikationsspiel gegen die USA (Skip: Jamie Sinclair) und wurde in der Endwertung Fünfte.